# Valter al III-lea de Brienne
Valter al III-lea (Gauthier) (d. 14 iunie 1205) a fost conte de Brienne de la 1191 până la moarte, principe de Taranto, duce de Apulia și conte de Lecce, precum și rege titular al Siciliei începând din 1201.
Valter era fiul contelui Erard al II-lea de Brienne cu Agnes de Montfaucon.
În 1200, el s-a căsătorit cu Maria, fiică a fostului rege Tancred al Siciliei și soră și moștenitoare a regelui depus Guillaume al III-lea. Numele ei exact nu este cunoscut, oscilându-se între Maria, Elvira, Albiria, Albinia și Bianca. Se știe doar că a murit după 1216. La momentul căsătoriei lor, ea și familia ei erau exilați în Franța, în căutare de aliați pentru a reclama Regatul Siciliei de la tânărul rege Frederic de Hohenstaufen. În calitate de soț al Mariei, Valter a fost recunoscut de către papa Inocențiu al III-lea ca principe de Taranto, duce de Apulia și conte de Lecce. După bătălia de la Agnella din 1201, el a preluat titlul de rege al Siciliei. În 1204, Valter a fost asediat în fortăreața de la Terracina de către trupele germane ale lui Dipold de Acerra și și-a pierdut un ochi lovit fiind de o săgeată, însă a reușit să spargă încercuirea și să îl pună pe Dipold pe fugă. La 11 iunie 1205, el a căzut pradă unei ambuscade puse la cale de Dipold, pe când îl asedia pe acesta la Sarno, fiind rănit mortal. El a murit pe când se afla captiv la germani și a fost înmormântat în biserica Santa Maria della Foce din Sarno.

## Biografie
În 1205, văduva sa i-a născut un fiu, Valter, care a primit ca moștenire doar comitatul de Brienne, moștenirea sa siciliană fiindu-i confiscată ca urmare a rebeliunii tatălui său.
Fiica sa Anais s-a căsătorit cu Balian I Grenier, senior de Sidon și a devenit ulterior amantă a împăratului Frederic al II-lea de Hohenstaufen.
Văduva s-a căsătorit pentru a doua oară cu Giacomo Sanseverino, conte de Tricario, și a treia oară cu Tigrini Guidi, conte de Modigliano.